# Collepietro
Collepietro község (comune) Olaszország Abruzzo régiójában, L’Aquila megyében.

## Fekvése
A megye északkeleti részén fekszik. Határai: Bussi sul Tirino, Navelli, Popoli és San Benedetto in Perillis.

## Története
Első írásos említése a 11. századból származik. A következő századokban nemesi birtok volt. Önállóságát a 19. század elején nyerte el, amikor a Nápolyi Királyságban felszámolták a feudalizmust.

## Népessége
A népesség számának alakulása:

## Főbb látnivalói
- San Giovanni Battista-templom
- Madonna del Buon Consiglio-templom